# Frederick, Colorado
Frederick är en stad (town) i Weld County, i delstaten Colorado i USA. Enligt United States Census Bureau har staden en folkmängd på 8 884 invånare (2011) och en landarea på 34,8 km².
Staden blev mycket uppmärksammad i augusti 2018, då familjefadern Chris Watts mördade sin gravida hustru Shanann Watts och deras två gemensamma barn Bella och Celeste Watts, efter att det hade kommit fram att han under en längre tid hade varit otrogen mot hustrun med en annan kvinna.